# کشتار سن‌بارتلمی

تابلوی کشتار سن بارتلمی اثر فرانسوا دوبوا

کشتار سن‌بارتلِمی (به فرانسوی: Massacre de la Saint-Barthélemy) سرکوب گسترده و خونین پروتستان‌های فرانسوی کالوینیست در جریان جنگ‌های مذهبی فرانسه و به سال ۱۵۷۲ بود. این کشتار نقطه عطفی در جنگ‌های مذهبی فرانسه بود. جنبش سیاسی اوگنو با از دست دادن بسیاری از رهبران اشرافی برجسته خود فلج شد و بسیاری از اعضای درجه یک متعاقباً تغییر دین دادند. کسانی که باقی ماندند به‌طور فزاینده ای رادیکال شدند. اگرچه این رویداد به هیچ وجه منحصر به فرد نیست، اما این خونریزی بدترین قتل‌عام مذهبی قرن بود. کشتار سن‌بارتلِمی در سرتاسر اروپا، این باور محو نشدنی را در اذهان پروتستان‌ها را حک کرد که کاتولیسیسم یک دین خونین و خیانتکار است.
این فاجعه به دست شارل نهم، پادشاه وقت فرانسه، صورت گرفت. شارل نهم به تحریک مادرش کاترین مدیچی برای کشتار پروتستان‌ها برنامه زیرکانه‌ای پیاده کرد؛ به این شکل که با برگزاری آیین ازدواج خواهرش – مارگارت – با فردی به نام هانری دو ناوار (او یک پروتستان بود که پادشاه سرزمین کوچک ناوار بود وی برای زنده ماندن کاتولیک شده بود؛ و بعدها سر دودمان بوربون‌ها گشت) سبب گردآمدن پروتستان‌های هم کیش با داماد در پاریس شد ولی شش روز پس از برگزاری مراسم، مردم را به کشتار پروتستان‌ها فراخواند. برپایه آمارها در طول چند روز، شماری بین ۱۰ هزار تا ۷۰ هزار پروتستان کشتار شدند. این رخداد به سبب همزمانی با روز سن بارتلمی در سالنامه‌های مسیحی به این نام خوانده شد.